# 큰 별모양 십이면체
| 큰 별모양 십이면체   | 큰 별모양 십이면체            |
| -------------------- | ----------------------------- |
|                      |                               |
| 종류                 | 케플러-푸앵소 다면체          |
| 별모양화 중심        | 정십이면체                    |
| 원소                 | F = 12, E = 30 V = 20 (χ = 2) |
| 면의 수{변의 수}     | 125                           |
| 슐레플리 기호        | {⁠5/2⁠,3}                       |
| 면 배치              | (35)/2                        |
| 위토프 기호          | 3 \| 2⁠5/2⁠                     |
| 콕서터 다이어그램    |                               |
| 대칭군               | Ih, H3, [5,3], (*532)         |
| 참조                 | U52, C68, W22                 |
| 특성                 | 정다면체 비볼록               |
| (⁠5/2⁠)3 (꼭짓점 도형) | 큰 이십면체 (쌍대다면체)      |

기하학에서 큰 별모양 십이면체(great stellated dodecahedron)는 슐레플리 기호가 {5/2,3}인 케플러-푸앵소 다면체이다. 이것은 비볼록 정다면체 네 개 중 하나이다.
이것은 오각성 면 12개가 각 꼭짓점에서 세 개가 만나도록 이루어져 있다.
이것은 정십이면체의 별모양화이면서 정십이면체와 같은 꼭짓점 배열을 가진다. 이것은 이런 특성을 가지는 정십이면체 별모양화 중 정십이면체를 제외하고 유일하다. 이것의 쌍대인 큰 이십면체는 비슷한 방식으로 정십이면체와 관련이 있다.
삼각뿔을 깎아내면 정이십면체가 된다.
오각성 면을 삼각형으로 나누면, 이것은 위상적으로 삼방이십면체와 관련이 있다. 삼방이십면체와 같은 면 연결성을 가지지만 더 큰 이등변삼각형 면을 가진다. 삼각형이 대신에 반대로 되고 중심의 정이십면체를 파내면, 결과로 큰 십이면체가 된다.

## 그림
| 투명 모형 | 구면 타일링 |
| --- | --- |
| 투명한 큰 별모양 십이면체 (애니메이션)                                                                          | 이 다면체는 밀도가 7인 구면 타일링으로 나들어질 수 있다. (윤곽선이 파란색이고 노란색으로 칠해진 구면 오각성 면 하나가 위에서 나타나 있다) |
| 전개도 | 별모양화 면 |
| × 20 큰 별모양 십이면체의 전개도 (표면 기하학); 이등변삼각형으로 만든 삼각뿔 20개를 정이십면체의 면처럼 붙인 것 | 이것은 정십이면체의 세 별모양화 중 세 번째로 만들어질 수 있고, 웨닝거 모델 [W20]을 가리킨다.                                              |
| 큰 별모양 이십면체의 완전한 전개도                                                                              | |

## 관련 다면체
큰 별모양 십이면체에 깎는 과정을 거치면 일련의 고른 다면체가 만들어진다. 깎아서 모서리가 점이 되면 절반 깎은 큰 별모양 십이면체처럼 큰 이십십이면체를 만들어낸다. 이 과정은 원래 면이 점이 되도록 하는 birectification이 되면 끝나고 큰 이십면체를 만들어낸다.
깎은 큰 별모양 십이면체는 깎은 꼭짓점에서 삼각형 면 20개가 나오고, 원래의 오각성 면에서 (숨은) 오각형 면 12개가 정이십면체에 들어있고 정십이면체와 모서리를 공유하는 큰 십이면체를 만드는 불가능한 다면체이다.
| 이름              | 큰 별모양 십이면체 | 깎은 큰 별모양 십이면체 | 큰 십이이십면체 | 깎은 큰 이십면체 | 큰 이십면체 |
| ----------------- | ------------------ | ----------------------- | --------------- | ---------------- | ----------- |
| 콕서터 다이어그램 |                    |                         |                 |                  |             |
| 그림              |                    |                         |                 |                  |             |

## 참고 문헌
- Wenninger, Magnus (1974). 《Polyhedron Models》. Cambridge University Press. ISBN 0-521-09859-9.